# Scott Brady
Scott Brady, pseudonimo di Gerard Kenneth Tierney (New York, 13 settembre 1924 – Los Angeles, 16 aprile 1985), è stato un attore statunitense.

## Biografia
Fratello minore dell'attore Lawrence Tierney e abile pugile, Scott Brady servì nella Marina degli Stati Uniti durante la seconda guerra mondiale. Dopo il congedo, lavorò per un certo periodo come taglialegna, quindi iniziò a recitare per il grande schermo, specializzandosi ben presto in ruoli di "duro" in film come i polizieschi Ultima tappa per gli assassini (1948) e Egli camminava nella notte (1948), e i western La bella preda (1949) e I predoni del Kansas (1950).
Durante la prima metà degli anni cinquanta Brady ottenne ruoli di protagonista in entrambi i generi cinematografici degli esordi, dai polizieschi La regina dei tagliaborse (1950), Sparate senza pietà (1950) e A tre passi dalla forca (1953), ai western La frontiera indomita (1952) e La regina dei desperados (1952), fino alla pellicola più celebre, Johnny Guitar (1954), il classico di Nicholas Ray in cui Brady ricoprì il ruolo di Dancin' Kid, il bandito innamorato della fiera e passionale Vienna (Joan Crawford), la proprietaria di una casa da gioco che i concittadini vogliono allontanare dal paese. Dancin' Kid è a sua volta oggetto delle attenzioni amorose di Emma Small (Mercedes McCambridge), la bieca regina del bestiame accecata dall'odio per Vienna, la quale riuscirà a sottrarsi alla vendetta della rivale solo grazie all'intervento del disincantato pistolero Johnny "Guitar" Logan (Sterling Hayden).
Nello stesso periodo Brady apparve anche in alcune pellicole più leggere, come le commedie Mariti su misura (1951) e Gli uomini sposano le brune (1955), ma continuò a rimanere un volto familiare del genere western, lavorando in Il mio amante è un bandito (1956) con Barbara Stanwyck, Il cavaliere della tempesta (1957), Stirpe maledetta (1957) con Anne Bancroft, e L'urlo di guerra degli apaches (1958), in cui l'attore, nel ruolo di un duro sergente al comando di un pugno di uomini che attraversano un territorio infestato dagli Apache per tentare di raggiungere il forte più vicino, recitò accanto all'allora ventottenne Clint Eastwood, giovane attore in ascesa.
Nella seconda metà degli anni cinquanta Brady iniziò ad apparire sul piccolo schermo e diradò progressivamente le sue interpretazioni cinematografiche. Tra il 1959 e il 1961 interpretò il ruolo di Shotgun Slade nell'omonima serie televisiva western, e partecipò a singoli episodi di molte celebri serie come Gli intoccabili (1962), L'ora di Hitchcock (1963) e Al banco della difesa (1967). L'impegno televisivo si intensificò negli anni settanta, decennio in cui Brady mantenne la popolarità con apparizioni in Ai confini dell'Arizona (1970), Il virginiano (1968-1971), Gunsmoke (1969-1973), Missione impossibile (1973), Ironside (1973) e Sulle strade della California (1973-1977), oltre ad alcune incursioni in divertenti sit-com quali Arcibaldo (1976), in cui interpretò il ruolo di Joe Foley, Laverne & Shirley (1977), in cui impersonò Jack Feeney, padre di Shirley (Cindy Williams), e I ragazzi del sabato sera (1977).
Nel 1967 sposò Mary Lizabeth Tirony, da cui ebbe due figli, Timothy e Terence, e con cui rimase fino alla morte.
Dopo l'ultima apparizione cinematografica nel film Gremlins (1984), nel ruolo dello sceriffo Frank, Scott Brady morì il 16 aprile 1985, all'età di sessant'anni, per una fibrosi polmonare. È sepolto all'Holy Cross Cemetery di Culver City (California).

## Filmografia

### Cinema
- The Counterfeiters, regia di Sam Newfield (1948)
- Ultima tappa per gli assassini (Canon City), regia di Crane Wilbur (1948)
- In This Corner, regia di Charles Reisner (1948)
- Egli camminava nella notte (He Walked by Night), regia di Alfred L. Werker (1948)
- La bella preda (The Gal Who Took the West), regia di Frederick de Cordova (1949)
- Il porto di New York (Port of New York), regia di László Benedek (1949)
- Chicago, bolgia infernale (Undertow), regia di William Castle (1949)
- La regina dei tagliaborse (I Was a Shoplifter), regia di Charles Lamont (1950)
- Sparate senza pietà (Undercover Girl), regia di Joseph Pevney (1950)
- I predoni del Kansas (Kansas Raiders), regia di Ray Enright (1950)
- Mariti su misura (The Model and the Marriage Broker), regia di George Cukor (1951)
- Bronco Buster, regia di Budd Boetticher (1952)
- La frontiera indomita (Untamed Frontier), regia di Hugo Fregonese (1952)
- Il pirata yankee (Yankee Buccaneer), regia di Frederick De Cordova (1952)
- La regina dei desperados (Montana Belle), regia di Allan Dwan (1952)
- Paradiso notturno (Bloodhounds of Broadway), regia di Harmon Jones (1952)
- Mercato di donne (A Perilous Journey), regia di R.G. Springsteen (1953)
- A tre passi dalla forca (Three Steps to the Gallows), regia di John Gilling (1953)
- El Alaméin, regia di Fred F. Sears (1953)
- Johnny Guitar, regia di Nicholas Ray (1954)
- La legge contro Billy Kid (The Law vs. Billy the Kid), regia di William Castle (1954)
- Donne da vendere (Mannequins fur Rio), regia di Kurt Neumann (1954)
- Gli uomini sposano le brune (Gentlemen Merry Brunettes), regia di Richard Sale (1955)
- Sakiss, vendetta indiana (The Vanishing American), regia di Joseph Kane (1955)
- La principessa di Moak (Mohawk), regia di Kurt Neumann (1956)
- Quando la gang colpisce (Terror at Midnight), regia di Franklin Adreon (1956)
- Il mio amante è un bandito (The Maverick Queen), regia di Joseph Kane (1956)
- Il cavaliere della tempesta (The Storm Rider), regia di Edward Bernds (1957)
- Stirpe maledetta (The Restless Breed), regia di Allan Dwan (1957)
- L'urlo di guerra degli apaches (Ambush at Cimarron Pass), regia di Jodie Copelan (1958)
- La freccia di fuoco (Blood Arrow), regia di Charles Marquis Warren (1958)
- Plotone d'assalto (Battle Flame), regia di R.G. Springsteen (1959)
- I commandos dei mari del sud (Operation Bikini), regia di Anthony Carras (1963)
- Duello a Thunder Rock (Stage to Thunder Rock), regia di William F. Claxton (1964)
- A braccia aperte (John Goldfarb, Please Come Home!), regia di J. Lee Thompson (1965)
- Lo sperone nero (Black Spurs), regia di R.G. Springsteen (1965)
- L'invasione - Marte attacca Terra (Destination Inner Space), regia di Francis D. Lyon (1966)
- Il castello del male (Castle of Evil), regia di Francis D. Lyon (1966)
- Il grido di guerra dei Sioux (Red Tomahawk), regia di R.G. Springsteen (1967)
- I disertori di Fort Utah (Fort Utah), regia di Lesley Selander (1967)
- Viaggio al centro del tempo (Journey to the Center of Time), regia di David L. Hewitt (1967)
- Colpi di dadi, colpi di pistola (Arizona Bushwhackers), regia di Lesley Selander (1968)
- The Road Hustlers, regia di Larry Jackson (1968)
- They Ran for Their Lives, regia di Oliver Drake (1968)
- Portrait of Violence (1968)
- Il mostro del museo delle cere (Nightmare in Wax), regia di Bud Townsend (1969)
- Satan's Sadists, regia di Al Adamson (1969)
- The Ice House, regia di Stuart E. McGowan (1969)
- The Cycle Savages, regia di Bill Brame (1969) (non accreditato)
- Five Bloody Graves, regia di Al Adamson (1969)
- Abbandonati nello spazio (Marooned), regia di John Sturges (1969)
- The Mighty Gorga, regia di David L. Hewitt (1969)
- Smashing il racket del crimine (Hell's Bloody Devils), regia di Al Adamson (1970)
- Cain's Cutthroats, regia di Ken Osborne (1971)
- Le mogli (Doctors' Wives), regia di George Schaefer (1971)
- Il genio della rapina ($), regia di Richard Brooks (1971)
- La polizia non perdona (The Loners), regia di Sutton Roley (1972)
- The Leo Chronicles, regia di David L. Hewitt (1972)
- Le sorelline (Bonnie's Kids), regia di Arthur Marks (1973)
- Wicked, Wicked, regia di Richard L. Bare (1973)
- Sindrome cinese (The China Syndrome), regia di James Bridges (1979)
- Strange Behavior, regia di Michael Laughlin (1981)
- Gremlins, regia di Joe Dante (1984)

### Televisione
- The Ford Television Theatre – serie TV, 5 episodi (1953-1956)
- Lux Video Theatre – serie TV, 4 episodi (1953-1956)
- Celebrity Playhouse – serie TV, episodio 1x12 (1955)
- Damon Runyon Theater – serie TV, episodio 1x03 (1955)
- Conflict – serie TV, episodio 1x01 (1956)
- Celebrity Playhouse – serie TV, episodio 1x34 (1956)
- Climax! – serie TV, episodi 2x43-4x27 (1956-1958)
- Crossroads – serie TV, episodio 2x19 (1957)
- I racconti del West (Zane Grey Theater) – serie TV, 1 episodio (1957)
- Scacco matto (Checkmate) – serie TV, episodio 1x30 (1961)
- General Electric Theater – serie TV, episodio 10x11 (1961)
- Gli intoccabili (The Untouchables) – serie TV, 1 episodio (1962)
- L'ora di Hitchcock (The Alfred Hitchcock Hour) – serie TV, episodio 1x31 (1963)
- Al banco della difesa (Judd for the Defense) – serie TV, 1 episodio (1967)
- Squadra speciale anticrimine (The Felony Squad) – serie TV, episodio 2x17 (1967)
- Adam-12 (Checkmate) – serie TV, 1 episodio (1969)
- Bracken's World – serie TV, 1 episodio (1969)
- Mannix – serie TV, 1 episodio (1970)
- Lancer – serie TV, episodio 2x18 (1970)
- Ai confini dell'Arizona (The High Chaparral) – serie TV, episodio 4x04 (1970)
- Reporter alla ribalta (The Name of the Game) – serie TV, 2 episodi (1968-1970)
- L'immortale (The Immortal) – serie TV, 1 episodio (1970)
- Il virginiano (The Virginian) – serie TV, 2 episodi (1968-1971)
- McMillan e signora (McMillan & Wife) – serie TV, 1 episodio (1973)
- Lo strangolatore della notte (The Night Strangler), regia di Dan Curtis – film TV (1973)
- Missione impossibile (Mission: Impossible) – serie TV, 1 episodio (1973)
- Ironside – serie TV, 1 episodio (1973)
- Gunsmoke – serie TV, 3 episodi (1969-1973)
- Hawaii squadra cinque zero (Hawaii Five-0) – serie TV, 1 episodio (1975)
- L'uomo invisibile (The Invisible Man) – serie TV, 1 episodio (1975)
- Arcibaldo (All in the Family) – serie TV, 4 episodi (1976)
- I ragazzi del sabato sera (Welcome Back, Kotter) – serie TV, 1 episodio (1977)
- Laverne & Shirley – serie TV, 1 episodio (1977)
- Sulle strade della California (Police Story) – serie TV, 16 episodi (1973-1977)
- Baretta – serie TV, 1 episodio (1977)
- Agenzia Rockford (The Rockford Files) – serie TV, 5 episodi (1975-1978)
- Supertrain – serie TV, 1 episodio (1979)
- Taxi - serie TV, 1 episodio (1979)
- Charlie's Angels – serie TV, episodio 5x10 (1981)
- Matt Houston – serie TV, 1 episodio (1982)
- Venti di guerra (The Winds of War) – miniserie TV (1983)
- New York New York (Cagney & Lacey) – serie TV, 1 episodio (1983)
- Simon & Simon – serie TV, 1 episodio (1983)
- I ragazzi del computer (Whiz Kids) – serie TV, 1 episodio (1984)

## Doppiatori italiani
Nelle versioni in italiano dei suoi film, Scott Brady è stato doppiato da:
- Giulio Panicali in La bella preda, Chicago bolgia infernale, La frontiera indomita, Il pirata yankee, Johnny Guitar
- Giuseppe Rinaldi in Mariti su misura
- Emilio Cigoli in Gli uomini sposano le brune
- Manlio Colli in La principessa di Moak
- Nando Gazzolo in Invasione: Marte attacca Terra
- Diego Michelotti in Sindrome cinese
- Carlo Baccarini in Gremlins
- Romano Malaspina (ridoppiaggio) in Stirpe maledetta